# شركة الهواء السائل
أسست شركة الهواء السائل بوصفها شركة خاصة في عام 1949م لتكون فرعاً للشركة الفرنسية، وفي عام 1964م تحولت إلى شركة سودانية تحت اسم شركة الهواء السائل السودانية المحدودة،
مع الاحتفاظ بانتسابها للشركة الفرنسية في باريس، وفي عام 1998م أصبحت شركة الهواء السائل السودانية المحدودة تتبع لمجموعة دال، وبهذا فإن شركة الهواء السائل تعد من مؤسسي صناعة الغازات الصناعية والطبية في البلاد.

## = ما هو الهواء السائل وما هي مكوناته
الهواء السائل عبارة عن مكونات الهواء الطبيعي من أكسجين ونيتروجين وأرجون، حيث يتم ضغط الهواء وتسييله ثم يتم فصل مكوناته الثلاثة عن طريق التقطير الجزئي، ثم يطرح بعد ذاك للتعامل في الاسواق للاستخدام بعد تعبئته في أسطوانات أو في هيئته السائلة.

## مشتقات الهواء السائل
مشتقاته هي الأكسجين الطبي والاصطناعي، الاستلين، أكسيد النيتروز، الهواء المضغوط، والأرجون الذي سوف ينتج لأول مرة بالسودان وبأسعار منافسة، بالإضافة للنيتروجين السائل عالي النقاء
اكسجين +الاكسجين الطبي والاصطناعي الاستلين

## يستخدم
في الصناعة البترولية على اعتبار انه يدخل في صيانة آبار النفط وبكميات كبيرة.

## اهداف الشركة
خدمة وإرضاء الزبائن هو هدفنا الرئيس الذي يتحقق بالتركيز على ثلاثة أسس متكاملة هي: توفير منتجات عالية الجودة وحلول متكاملة ومتقدمة، وتوفير المنتجات في كل أنحاء القطر، ودعم ومساندة الزبون عبر مهندسينا ذوي الدينامكية والكفاءة العالية.

## الموقع
الخرطوم بحري